# Charlotte Towle
Charlotte Towle (ur. 1896 w Butte (Montana), zm. 1966) – amerykańska teoretyk pracy socjalnej, funkcjonowania służb publicznych i programów zabezpieczenia społecznego, twórca systemowych programów pomocy społecznej.

## Życiorys
Urodziła się i wychowała w Butte, w amerykańskim stanie Montana. W 1919 uzyskała tytuł licencjata z zakresu edukacji w Goucher College, ale po ukończeniu studiów podjęła wolontariat w Amerykańskim Czerwonym Krzyżu, co wzbudziło jej zainteresowanie pracą socjalną. Pracowała też w Biurze Weteranów w San Francisco oraz jako pracownik kliniki psychiatrycznej w szpitalu neuropsychiatrycznym w Tacoma w stanie Waszyngton. Z pomocą stypendium Commonwealth Fund studiowała w New York School of Social Work, kończąc studia w 1926 w zakresie psychiatrycznej pracy socjalnej. Przez dwa lata była dyrektorem Departamentu Poszukiwania Domów Towarzystwa Pomocy Dzieciom w Filadelfii. W latach 1928–1932 podnosiła wykształcenie w zakresie psychiatrycznej pracy socjalnej w Institute for Child Guidance w Nowym Jorku. Założony przez Commonwealth Fund jako modelowa klinika, Instytut był kuźnią teorii i praktyki psychiatrycznej pracy socjalnej. Pełniła też funkcję opiekuna do spraw badań terenowych m.in. w Smith College.
W 1932 przyjęła nominację na wydział School of Social Service Administration (SSA) Uniwersytetu Chicagowskiego. W latach trzydziestych reformowała program nauczania w szkołach pracy socjalnej, kładąc nacisk na upowszechnianie wiedzy psychologicznej w pracy z indywidualnym przypadkiem. W 1941 zredagowała zbiór akt z klinik psychiatrycznych z notkami dyskusyjnymi jako materiał dydaktyczny. Dzięki szerokiemu wykorzystaniu tej publikacji oraz dzięki pracom w komitetach programowych Amerykańskiego Stowarzyszenia Szkół Pracy Socjalnej i Amerykańskiego Stowarzyszenia Psychiatrycznych Pracowników Socjalnych, pomogła zdefiniować ogólny program nauczania dla większości szkół pracowników socjalnych. Zainteresowała się w tym okresie m.in. filozofią pracy socjalnej.
W książce z 1945 – Common Human Needs naszkicowała pracownikom służb publicznych związek między rozumieniem ludzkich zachowań a administrowaniem programami opieki społecznej. Argumentowała, że potrzeby i siły psychologiczne są związane z siłami społecznymi i doświadczeniem jednostek. Książka ta została bardzo dobrze przyjęta i ostatecznie przetłumaczona na osiem języków. W 1951 prezes Amerykańskiego Stowarzyszenia Medycznego w reakcji na zawarte w publikacji zdanie (Programy zabezpieczenia społecznego i pomocy publicznej są podstawowymi elementami niezbędnymi do osiągnięcia uspołecznionego państwa przewidzianego w demokratycznej ideologii, sposobu życia, który dotychczas był realizowany tylko w niewielkim stopniu) powiadomił administratora Federalnej Agencji Bezpieczeństwa, o promowanie w dziele postaw socjalistycznych (pojęcie państwa uspołecznionego). W rezultacie administrator Oscar Ewing nakazał rządowej drukarni zniszczenie wszystkich nie rozdysponowanych do sprzedaży kopii dzieła. Mimo protestów środowisk liberalnych Ewing nie unieważnił swojego polecenia. W związku z tym Krajowe Stowarzyszenie Pracowników Społecznych ponownie opublikowało pracę.
Jednym z punktów jej zainteresowań naukowych była próba syntezy teorii wychowania i osobowości w celu opracowania bardziej kompleksowego podejścia do kształcenia zawodowego w pracy socjalnej, a także w innych zawodach. Jej kursy na temat wzrostu i rozwoju osobowości oraz dynamiki uczenia się oraz nauczania odzwierciedlały to zainteresowanie, podobnie jak wiele jej artykułów i publikacji. Podsumowanie tych prac zawarła w książce z 1954 Uczeń w edukacji dla zawodów. Starała się oddzielać pracę z indywidualnym przypadkiem od modelu nazbyt medycznego i psychoanalitycznego, zakładając, że kreatywność jest jednym ze sposobów integrowania najlepszych doświadczeń z przeszłości. Jej model konceptualizacji pracy socjalnej rozumiany jest jako rodzaj sumienia wspólnoty, używającej głowy, serca i rąk do prowadzenia pracy socjalnej.
W latach 1954–1955 otrzymała stypendium Fulbrighta w London School of Economics. Gdy jej paszport został tymczasowo wstrzymany z powodu podejrzeń o sprzyjanie komunistom, ponownie zyskała rozgłos w swoim zawodzie i poza nim.
W późniejszych latach kariery otrzymała szereg doktoratów honoris causa. Przeszła na emeryturę w 1964, kontynuując pracę w niepełnym wymiarze godzin przez dwa lata, aż do śmierci w 1966.